# Qobuz
Qobuz — французский музыкальный сервис, основанный в 2007 году Ивом Ризелем и Александром Лефорестье. Особенностью Qobuz является возможность подписки на неограниченное прослушивание музыки в высоком разрешении, а также цифровых покупок отдельных альбомов.
Название сервиса позаимствовано у древнего музыкального инструмента Кобыза, получившего распространение среди тюркских народов Центральной Азии. Кобыз представляет собой двухструнный смычковый инструмент, струны которого изготовлены из конского волоса.
На 2024 год сервис доступен в 24 странах.

## История
Qobuz был запущен во Франции в 2007 году. В 2014 году Qobuz начал работу ещё в восьми европейских странах: Великобритании, Ирландии, Германии, Австрии, Бельгии, Швейцарии, Люксембурге и Нидерландах, а в 2017 году — в Испании и Италии.
В 2015 году Qobuz был приобретён компанией Xandrie SA.
В 2018 году Qobuz был доступен в одиннадцати странах. В 2019 году открыт филиал в США.
15 апреля 2021 года Qobuz сделал свои предложения по потоковому вещанию и скачиванию доступными в шести новых странах: Швеции, Дании, Норвегии, Финляндии, Австралии и Новой Зеландии.
4 мая 2022 года Qobuz начал работать ещё в шести новых странах: Бразилии, Мексике, Аргентине, Колумбии, Чили и, в Европе, в Португалии.